# Bayon
Bayon — немецкий музыкальный коллектив, образованный в 1971 году в ГДР.
Музыкальный стиль можно охарактеризовать как смесь фолка, джаза, рока и классической музыки. Международную известность коллектив приобрёл с песней «Stell dich mitten in den Regen», которая прозвучала в фильме «Жизнь других». Название группы происходит от храма Байон в Камбодже.
Ядро группы состоит из двух мульти-инструменталистов — Christoph Theusner (гитара, флейта, фортепиано, перкуссия), и камбоджийского музыканта Sonny Thet (виолончель, гитара, перкуссия), который изучал классическую музыку в Веймаре и разработал уникальный стиль объединения кхмерской пентатоники с элементами классической музыки, джаза и рока. Со своими основателями и постоянными членами Theusner и Тхет, группа играет с меняющимся составом, смесь народной музыки, классики, джаза и рока. С 1977 по 1982 год «Bayon» выпустили четыре пластинки для лейбла Amiga. В 1980-х Theusner и Тхет сосредоточили усилия на сольных проектах.
Группа, исповедовала стилистику барокко-рока и поначалу выступал как квартет или как трио. К концу десятилетия определилось ядро группы — дуэт Кристофа Теснера и Сонни Тета, которые посвятили себя синтезу рока и камерной музыки.
Особенностью коллектива было чрезвычайное широкая стилистическая направленность, разрабатываемого музыкального материала (особенно для группы из-за «железного занавеса»): от фольклора юго-восточной Азии и латиноамериканской полиритмии, до элементов джаза, блюза и немецкой классической музыки, в частности, — произведений Баха.
Альбом 1980 года под названием «Suite», группа записывала как трио с басистом Рэйнером Петцольдом (Reiner Paetzold). На нем ей помогали Тобиас Моргенштерн (Tobias Morgenstern — аккордеон), а также Норберт Ягер (Norbert Jaeger — перкуссия, маримба) из STERN MEISSEN COMBO. 